# Villa Constantia
Die Villa Constantia steht in der Karl-Marx-Straße 8 in der Gemarkung Radebeul der sächsischen Stadt Radebeul. Sie wurde 1911/1912 durch den Bauunternehmer Moritz Philipp als Bauender und Ausführender errichtet, der Entwurf stammte von dem Architekten Ferdinand Severitt. Das Haus wurde nach seiner Namenspatronin Constantia von Cosel benannt.

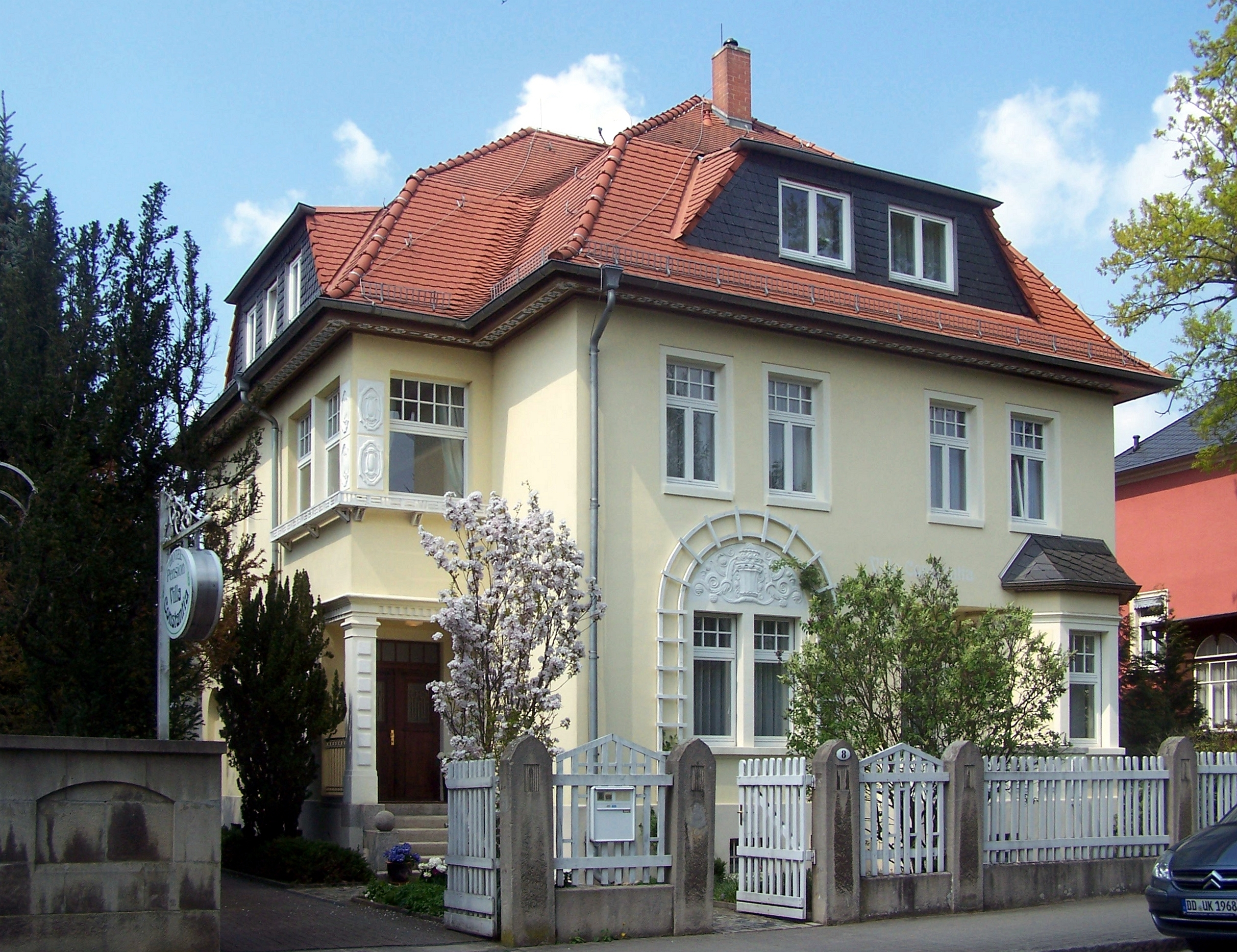
Villa Constantia

## Beschreibung
Das mit der Einfriedung unter Denkmalschutz stehende villenartige Landhaus, heute von der Denkmalpflege auch als Mietvilla eingestuft, ist laut Bauakte als zweigeschossiges „Einfamilienwohnhaus“ konzipiert worden. Das Landhaus hat asymmetrische, „malerisch bewegte Aufrisse“ und ein ziegelgedecktes Mansarddach mit nachträglich vergrößerten Dachhechten. Die Holztraufe ist auf der von unten sichtbaren Seite durch eine nach Originalbefunden erneuerte Dekorationsmalerei verziert.
In der vierachsigen Straßenansicht steht rechts vor der Hausecke ein eingeschossiger, polygonaler Standerker, direkt links daneben befindet sich im Erdgeschoss eine Loggia. Die beiden linken Fensterachsen sind als Koppelfenster zusammengefasst. Sie werden durch darübergesetzte Bauornamentik geschmückt und sind von einem bogenförmigen Rosenspalier umgeben.
In der linken Nebenansicht befindet sich der Hauseingang in einem Treppenhausrisalit, der zur Straße hin wie eine massive, offene Veranda gestaltet ist. Auch an den Pfeilern des Eingangsbereichs findet sich Bauornamentik. In der rechten Seitenansicht steht ein Mittelrisalit mit einer Loggia im Obergeschoss. Hinter dem Risalit steht zum Garten hin eine Veranda.
Die Fassaden des verputzten Gebäudes sind schlicht und zurückhaltend gegliedert, die Fenster werden durch Gewände eingefasst. Die Klappläden der Obergeschossfenster sind heute entfernt.
Die Einfriedung wird durch einen weißen Staketenzaun zwischen Betonpfeilern gebildet.

## Geschichte
Das bereits 1896 von seinem Erbauer Moritz Philipp geplante Wohnhaus wurde ab 1911 errichtet. Nach mehreren Eigentümern erwarb 1930 die Kötzschenbrodaer Unternehmerfamilie Meumann das Anwesen.
Nach der Wende erwarben 1994 neue Eigentümer das sanierungsbedürftige Haus und setzten es denkmalgerecht instand. Im Jahr 2016 ist es zu einer Hotelpension umgewidmet.